# Elettaria ensal
Elettaria ensal là một loài thực vật có hoa trong họ Gừng. Loài này được (Gaertn.) Abeyw. mô tả khoa học đầu tiên năm 1959.